# 戴道晋
戴道晋（1957年2月—），湖南汉寿人。男，汉族。1977年12月参加工作，1975年12月加入中国共产党。中国青年政治学院政治教育专业毕业，湖南大学工商管理硕士。中华人民共和国政治人物。

## 生平
1977年12月，任湖南省汉寿县汉太公社干部。1978年10月，任中共汉寿县委组织部干部。1983年2月，任共青团汉寿县委副书记。1984年8月，在中国青年政治学院政治教育专业学习。
1986年9月，任中共湖南省委组织部办公室副科级组织员。1988年3月，任组织处主任科员。1991年3月，任组织指导处副处级组织员。1992年11月，任中共湖南省委组织部《当代党建》杂志社副总编辑。1995年3月，任组织部办公室副主任、正处级组织员。1996年5月，任组织部办公室主任（其间于1996年9月至1998年12月在湖南大学商学院工商管理专业学习，获工商管理硕士学位）。
2000年6月，任中共郴州市委常委、资兴市委书记。2002年6月，任中共郴州市委常委、副市长。2004年3月，任中共郴州市委副书记、市长。2008年11月，任中共郴州市委书记。
2011年12月，任湖南省人民政府党组成员、副秘书长（排第一），办公厅主任。2012年3月，任湖南省人民政府秘书长、党组成员，办公厅主任、党组书记。2014年11月，任湖南省人民政府副省长、秘书长、党组成员，办公厅主任、党组书记。2014年12月，任湖南省人民政府副省长、秘书长、党组成员，办公厅党组书记。2015年3月，任湖南省人民政府副省长、秘书长、党组成员。2015年5月，任湖南省人民政府副省长。2017年1月，当选湖南省政协副主席。2021年1月，卸任省政协副主席职务。
2024年1月，因涉嫌严重违纪违法，接受中央纪委国家监委纪律审查和监察调查。同年7月，被给予开除党籍开除公职处分。
2025年3月26日，广东省珠海市中级人民法院一审公开开庭审理了湖南省政协原党组副书记、副主席戴道晋受贿、利用影响力受贿一案，广东省珠海市人民检察院起诉指控：2000年至2024年，被告人戴道晋利用担任湖南省郴州市委常委、副市长、市长、市委书记，湖南省政府党组成员、副秘书长、办公厅主任、秘书长、副省长，湖南省政协党组成员、副书记、副主席等职务上的便利，为相关单位和个人在企业经营、项目承揽、职务调整晋升等事项上提供帮助，直接或者通过其亲属非法收受财物共计折合人民币1.07亿余元。2021年下半年至2023年，戴道晋退休后利用原担任湖南省副省长，湖南省政协党组副书记、副主席等职权或者地位形成的便利条件，通过其他国家工作人员职务上的行为，为他人在项目承揽、工程款结算等事项上谋取不正当利益，直接或者通过其亲属非法收受财物共计折合人民币366万余元。检察机关提请以受贿罪、利用影响力受贿罪追究戴道晋的刑事责任。2025年6月24日，广东省珠海市中级人民法院一审判处戴道晋死刑，缓期二年执行，剥夺政治权利终身，并处没收个人全部财产。